# Geamăna (Alba)
Geamăna byla rumunská vesnice v župě Alba. Vesnice zanikla následkem neustálého zaplavování toxickými sloučeninami mědi z nedalekého povrchového dolu Roșia Poieni.

## Zánik vesnice a deportace obyvatel

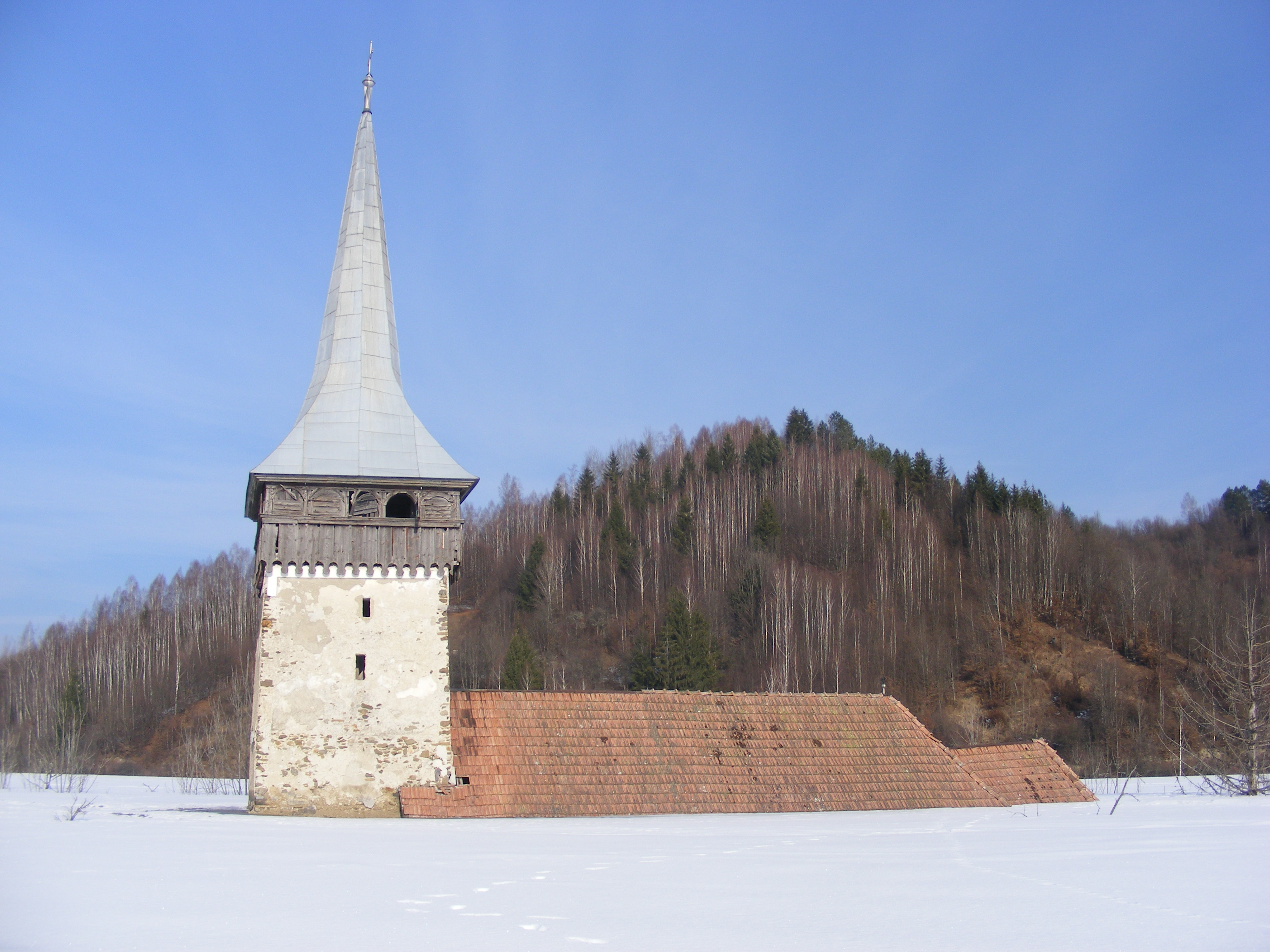
Kostel v odkalovací nádrži, stav 2013

V roce 1977 bylo komunistickým diktátorem Nicolaem Ceaușescem rozhodnuto, že vesnice čítající na 400 rodin, tedy asi 1000 obyvatel, bude vysídlena. Údolí Şesii, v němž se vesnice nachází, se tak stalo shromaždištěm toxického odpadu vznikajícího rozsáhlou těžbou v největším evropském dole na měď – Roșia Poieni.

## Kritika obyvatel
Původní obyvatelé si stěžují na jednání vlády Nicolae Ceaușesca z důvodu, že jim nebylo umožněno přemístit ostatky příbuzných ze hřbitova, aby tak zabránili jejich destrukci před postupující chemicky znečištěnou vodou.

## Současná situace
V současné době (2019) obývá trosky vesnice stále na cca 20 obyvatel, původní obyvatele však ohrožuje zvyšování hladiny znečištěné vody přibližně o 1 m za rok zapříčiněné samotnou těžbou.

## Ekologická zátěž
Rozsáhlé studie potvrzují, že takovéto znečištění představuje výrazné environmentální riziko, jemuž by se mělo zamezit.